# Шикачик маврикійський
Шика́чик маврикійський (Lalage typica) — вид горобцеподібних птахів родини личинкоїдових (Campephagidae). Ендемік Маврикію. Утворює надвид з реюньйонським шикачиком, з яким розділився приблизно 1,25 млн років тому.

## Опис
Довжина птаха становить 22 см, самці важать 43 г. Виду притаманний статевий диморфізм. У самців голова і верхня частина тіла темно-сірі, від дзьоба до очей ідуть чорні смуги. Нижня частина тіла сірувата. Крила темно-сірі, на крилах білі плями. Голова і верхня частина тіла у самиць коричневі, горло біле, груди і живіт світло-рудувато-каштанові.

## Поширення і екологія
Маврикійські шикачики є ендеміками Маврикію. Вони живуть у вологих рівнинних тропічних лісах і чагарникових заростях. Зустрічаються на висоті від 250 до 834 м над рівнем моря.

## Поведінка
Маврикійські шикачики живляться безхребетними і дрібними хребетними. Сезон розмноження триває з вересня по березень. Маврикійські шикачики є територіальними і моногамними. Гніздо створюється з гілочок, моху і павутиння. В кладці 2-3 яйця, які насиджують і самиці, і самці. Інкубаційний період триває 24—25 днів. Пташенята покидають гніздо через 2 тижні, однак батьки продовжують піклуватися про пташенят ще близько 3 місяців.

## Збереження
МСОП класифікує цей вид як вразливий. За оцінками дослідників, популяція маврикійських шикачиів становить від 900 до 1100 птахів. Вони мешкають лише в чотирьох місцях на острові, загальна площа яких становить 117 км². Їм загрожує знищення природного середовища.